# Kościół św. Jana Chrzciciela w Nowej Brzeźnicy
Kościół świętego Jana Chrzciciela – rzymskokatolicki kościół parafialny należący do dekanatu Brzeźnica nad Wartą archidiecezji częstochowskiej.
Obecna świątynia murowana, w stylu neogotyckim została zbudowana w latach 1902–1910 dzięki staraniom proboszcza księdza Józefa Piotrowskiego i ówczesnych wikariuszy ks. Wincentego Wrzalińskiego i Teofila Jankowskiego, który potem już jako proboszcz parafii skompletował wykończenie kościoła. 
Kamień węgielny został poświęcony przez biskupa włocławskiego Stanisława Zdzitowieckiego w dniu 14 maja 1904 roku po wzniesieniu fundamentów, a pod koniec tego roku ukończone mury zostały nakryte dachem. Potem dopiero kościół otrzymał sklepienie, wnętrze zostało otynkowane, została wybudowana wieża, na której zostały zawieszone trzy stare dzwony z dawnej świątyni, odlane w 1624 roku (jeden został zabrany przez Austriaków w 1916 roku) i zostały zamontowane organy. 
Budowla została konsekrowana w dniu 24 czerwca 1911 roku przez wspomnianego wyżej biskupa włocławskiego Stanisława Zdzitowieckiego. W latach 1911–1930 świątynia otrzymała boczne ołtarze, Drogę Krzyżową, ławki i inne elementy umeblowania wnętrza; w 1929 roku zostały ufundowane witraże, a w 1930 roku została wykonana polichromia według projektu profesora Bukowskiego z Krakowa – dzięki staraniom wspomnianego wyżej księdza Teofila Jankowskiego.
Podczas okupacji świątynia została zamieniona przez hitlerowców na hotel robotniczy oraz spustoszona i obrabowana z paramentów. W 1945 roku podczas działań wojennych została uszkodzona. Po zakończeniu wojny jeszcze w 1945 roku świątynia została odrestaurowana (dach i okna) dzięki staraniom księdza Tadeusza Ojrzyńskiego. Dzięki staraniom księdza Jana Placka stopniowo wymieniono cegły w murach zewnętrznych świątyni rozpoczynając od górnych partii. W 1954 roku zostały przelane stare dzwony z 1625 roku, które zostały powiększone, ale zostały zniszczone przy tym stare zabytkowe ornamenty. Ołtarz główny został ponownie konsekrowany w dniu 31 maja 1953 roku przez biskupa Zdzisława Golińskiego. Podczas urzędowania księdza proboszcza Edwarda Sowuli (lata 1958–1975) zostały sprawione trzy nowe witraże na miejscu zniszczonych w 1939 roku, zostało odrestaurowane wnętrze kościoła, ściany zostały wzmocnione oraz zostały zamontowane ławki w świątyni. Od 1975 roku podczas urzędowania księdza proboszcza Stanisława Błacha zostało założone centralne ogrzewanie, nowa instalacja elektryczna, została doprowadzona woda do świątyni. Zewnętrzne ściany świątyni w miejscach, gdzie wypadała cegła marglowa, zostały uzupełnione. W 1980 roku z kościoła została zdjęta dachówka, zostały wymienione zniszczone wiązania na dachu i wieży i zostały pokryte blachą miedzianą oprócz starej wieży, ponieważ wojewódzki konserwator zabytków nie wyraził zgody. W 1989 roku została założona nowa instalacja elektryczna i głośnikowa, a w latach następnych została odnowiona lamperia w kościele. W 1983 roku zostały wyremontowane organy.